# Facelina annulicornis
Facelina annulicornis é uma espécie de molusco pertencente à família Facelinidae.
A autoridade científica da espécie é Chamisso & Eysenhardt, tendo sido descrita no ano de 1821.
Trata-se de uma espécie presente no território português, incluindo a zona económica exclusiva.